# Área estrictamente protegida de Jan Jenti
El Área Estrictamente Protegida de Khan Khentii es una área estrictamente protegida administrada por el gobierno de 12.270 km² (4,740 millas cuadradas) en la zona del aimag (provincia) de Khentii  en Mongolia oriental.
Las Áreas Estrictamente Protegidas son regiones de tierra designadas por el gobierno de Mongolia como áreas de preservación de la fauna silvestre. El pastoreo y el turismo están estrictamente controlados y la caza y la minería están prohibidas. Sin embargo, el presupuesto para mantener y proteger estas áreas es bastante pequeño.
La zona estrictamente protegida de Khan Khentii se encuentra en las montañas Khentii, e incluye la montaña sagrada Burkhan Khaldun. Este se considera el lugar de nacimiento de Genghis Khan, así como una de las localizaciones rumoreadas de su tumba.